# Zatoka Vahsela
Zatoka Vahsela (ang. Vahsel Bay, hiszp. Bahía Vahsel) – zatoka Morza Weddella, położona w zachodniej części Wybrzeża Leopolda. Została odkryta na początku 1912 roku przez ekspedycję Wilhelma Filchnera i nazwana na cześć Richarda Vahsela, kapitana statku ekspedycyjnego Deutschland.